# الجريمة في هونغ كونغ
تعد معدلات الجريمة في هونغ كونغ منخفضة بشكل عام ولكنها لا تزال موجودة بأشكال مختلفة. إذ أن أكثر الجرائم شيوعًا فيها هي السرقات والاعتداءات والتخريب والسطو وجرائم المخدرات والاتجار بالجنس والجرائم ذات الصلة بعصابة لثالوث الصيني . ففي عام 2015 ، سجلت هونغ كونغ أدنى معدلات القتل في العالم ، مقارنة باليابان، ولكنها كانت أعلى من ماكاو وسنغافورة . 
| معدل الجريمة      | 2001 | 2002 | 2003 | 2004 | 2005 | 2006 | 2007 | 2008 | 2009 | 2010 | 2011 | 2012 | 2013 | 2014 | 2015 | 2016 |
| ----------------- | ---- | ---- | ---- | ---- | ---- | ---- | ---- | ---- | ---- | ---- | ---- | ---- | ---- | ---- | ---- | ---- |
| مجموع جرائم القتل | 66   | 69   | 52   | 45   | 34   | 35   | 18   | 36   | 47   | 35   | 17   | 27   | 62   | 27   | 22   | 28   |
| معدل جرائم القتل  | 1.0  | 1.0  | 0.8  | 0.7  | 0.5  | 0.5  | 0.3  | 0.5  | 0.7  | 0.5  | 0.2  | 0.4  | 0.9  | 0.4  | 0.3  | 0.4  |

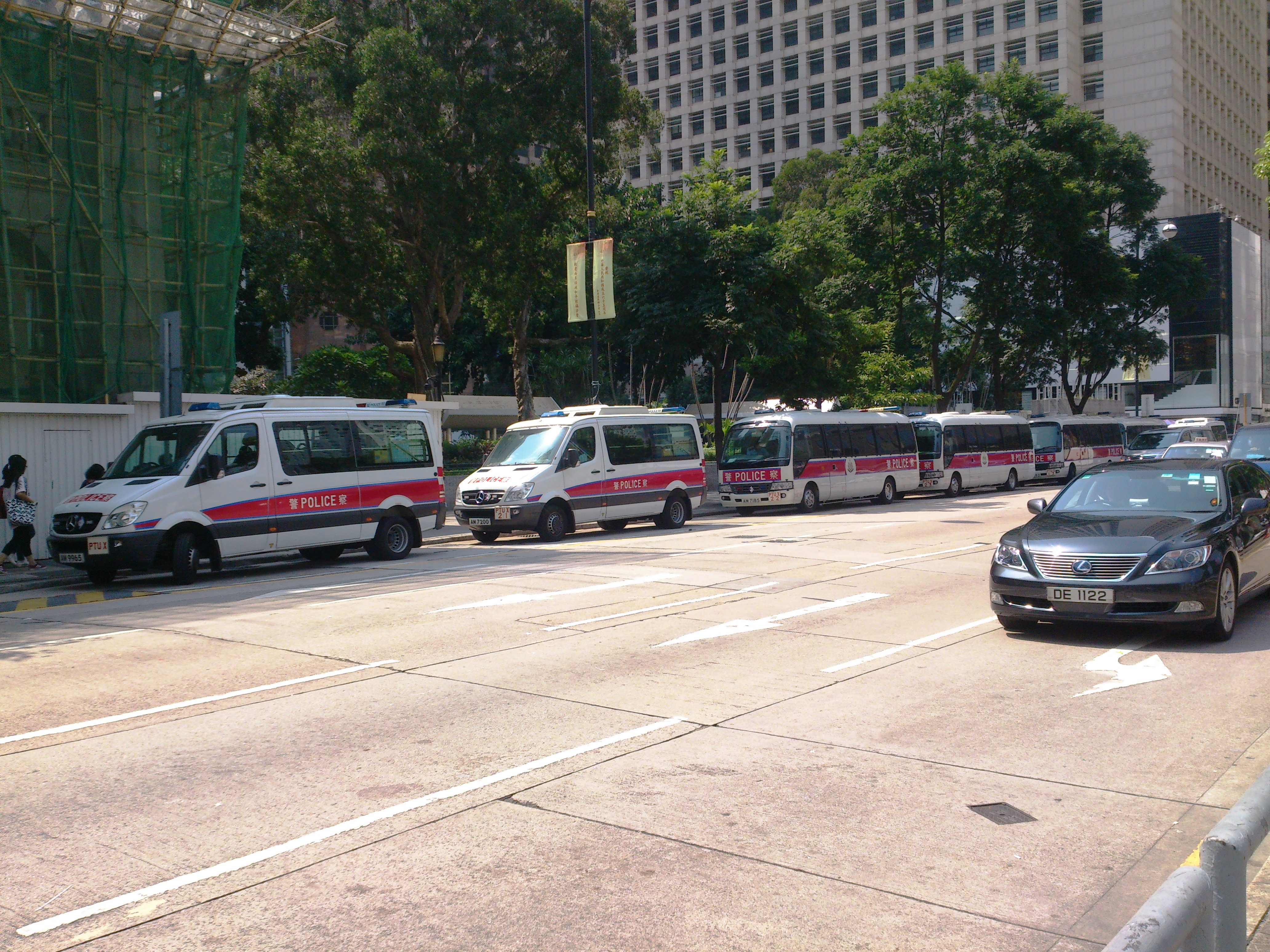
سيارات الشرطة في هونغ كونغ

في عام 2015 ، انخفض معدل الجريمة في هونغ كونغ إلى أدنى مستوى لها منذ 36 عامًا.  حيث بلغ عدد الجرائم العنيفة التي تم الإبلاغ عنها في ذلك العام 10889 جريمة. منها 22 جريمة قتل ، و 5360 حادثة إصابة واعتداءات خطيرة ، و 223 عملية سرقة ، و 2579 عملية سطو ، و 70 حالة اغتصاب. أما في فترة الألفية الجديدة، كان عدد جرائم القتل ومعدلها أعلى خاصة في عام 2002. وسجل عام 2011 أدنى معدل وعدد لجرائم القتل ، حيث كانت هناك 17 جريمة قتل (0.2 جريمة قتل لكل 100.000 شخص ؛ ادنى معدل في العالم). وزاد معدل جرائم القتل بنسبة 129.6٪ في عام 2013 مقارنة بعام 2012، ولكن ذلك كان بسبب تضمين 39 وفاة من حادث تصادم عبّارة جزيرة لاما . 
تعتبر الجرائم غير العنيفة من أكثر أشكال الجريمة شيوعًا في هونغ كونغ. إذ كان هنالك حوالي 27,512 بلاغًا عن عمليات السرقة في 2015. وتتمثل أكثر أشكال السرقة شيوعًا في السرقات المتنوعة ، والسرقة من المتاجر ، والنشل ، وسرقة المركبات.  كما تعد الأضرار الجنائية أيضًا جريمة شائعة في هونغ كونغ ، حيث تم تسجيل 5,920 بلاغًا في العام ذاته. 

## الجريمة المنظمة
تشمل الجرائم التي ترتكبها عصابات الثالوث الصيني الابتزاز والمقامرة غير القانونية وتهريب المخدرات.  تم تأسيس Sun Yee On ، أحد أكبر العصابات في العالم ، في هونغ كونغ في عام 1919 ويقال إنه يضم 55,000 عضو من جميع أنحاء العالم.  تأسست منظمة 14K Triad، المنظمة المنافسة لـ Sun Yee On في مدينة قوانغتشو ، إقليم قوانغدونغ ، في الصين عام 1945، وانتقلت إلى هونغ كونغ في عام 1949. وفقًا للمجرم البريطاني كولين بلاني في سيرته الذاتية المسماه "غير المرغوب فيهم" ، فإن مجموعات الجريمة المنظمة البريطانية المعروفة باسم Wide Awake Firm و Inter City Jibbers المتخصصة في سرقة المجوهرات والمحافظ تعمل في هونغ كونغ. 
تقوم المنظمات الإجرامية المحلية والدولية بالاتجار بالجنس في الصين، بما في ذلك هونغ كونغ.   حيث يُقال إن العديد من بائعات الهوى الصينيات في هونغ كونغ هن ضحايا الاتجار الجنسي. 

## الاتجار بالجنس
يعد الاتجار بالجنس في هونغ كونغ من أكثر المشاكل المقلقة. إذ تُضطهد نساء وفتيات هونغ كونغ والأجنبيات على ممارسة الدعارة في بيوت الدعارة والمنازل والشركات في المدينة.     وذلك لأنه لا يوجد قانون شامل لمكافحة الاتجار بالبشر في هونغ كونغ.  

## عنصرية
كانت هناك تقارير عن العنصرية المنهجية في هونغ كونغ ضد المقيمين أو "ذوي البشرة السمراء". 

## أنظر أيضا
- الجريمة في الصين
- الاتجار بالبشر في هونغ كونغ
- الشرطة في هونغ كونغ
- قائمة البلدان حسب معدل القتل العمد .